# Tilzapote, Oaxaca
Tilzapote är en ort i Mexiko.   Den ligger i kommunen Santa María Tonameca och delstaten Oaxaca, i den sydöstra delen av landet, 500 km sydost om huvudstaden Mexico City. Tilzapote ligger 45 meter över havet och antalet invånare är 231.
Terrängen runt Tilzapote är huvudsakligen platt, men norrut är den kuperad. Havet är nära Tilzapote söderut.  Närmaste större samhälle är San Juanito o la Botija, 5,6 km norr om Tilzapote.